# Jiangxi International Women's Tennis Open 2018 - Qualificazioni singolare
Le qualificazioni del singolare femminile del Jiangxi International Women's Tennis Open 2018 sono state un torneo di tennis preliminare per accedere alla fase finale della manifestazione. Le vincitrici dell'ultimo turno sono entrate di diritto nel tabellone principale. In caso di ritiro di una o più giocatrici aventi diritto a queste sono subentrati le lucky loser, ossia le giocatrici che hanno perso nell'ultimo turno ma che avevano una classifica più alta rispetto alle altre partecipanti che avevano comunque perso nel turno finale.

## Teste di serie
1. Junri Namigata (ultimo turno, Lucky loser)
2. Karman Thandi (qualificata)
3. Zhang Yuxuan (spostata nel tabellone principale)
4. Momoko Kobori (ultimo turno, Lucky loser)
5. Xun Fangying (qualificata)
6. Mai Minokoshi (ultimo turno)

1. Xu Shilin (qualificata)
2. Valeria Savinykh (ultimo turno)
3. Miyabi Inoue (ultimo turno)
4. Hiroko Kuwata (qualifixata)
5. You Xiaodi (primo turno)
6. Peangtarn Plipuech (qualificata)

## Qualificate
1. Peangtarn Plipuech
2. Karman Thandi
3. Liang En-shuo

1. Xu Shilin
2. Xun Fangying
3. Hiroko Kuwata

### Lucky loser
1. Junri Namigata

1. Momoko Kobori

## Tabellone

### Sezione 1
|  | Primo turno | Primo turno        | Primo turno        | Primo turno | Primo turno |  |  | Ultimo turno | Ultimo turno       | Ultimo turno       | Ultimo turno | Ultimo turno |  |
|  |             |                    |                    |             |             |  |  |              |                    |                    |              |              |  |
|  | 1           | Junri Namigata     | Junri Namigata     | 7           | 6           |  |  |              |                    |                    |              |              |  |
|  |             | Sun Xuliu          | Sun Xuliu          | 5           | 1           |  |  | 1            | Junri Namigata     | Junri Namigata     | 2            | 1            |  |
|  | WC          | Jiang Xinyu        | Jiang Xinyu        | 4           | 1           |  |  | 12           | Peangtarn Plipuech | Peangtarn Plipuech | 6            | 6            |  |
|  | 12          | Peangtarn Plipuech | Peangtarn Plipuech | 6           | 6           |  |  |              |                    |                    |              |              |  |

### Sezione 2
|  | Primo turno | Primo turno      | Primo turno      | Primo turno | Primo turno |  |  | Ultimo turno | Ultimo turno     | Ultimo turno     | Ultimo turno | Ultimo turno |  |
|  |             |                  |                  |             |             |  |  |              |                  |                  |              |              |  |
|  | 2           | Karman Thandi    | Karman Thandi    | 6           | 6           |  |  |              |                  |                  |              |              |  |
|  |             | Nika Kukharchuk  | Nika Kukharchuk  | 3           | 1           |  |  | 2            | Karman Thandi    | Karman Thandi    | 6            | 6            |  |
|  | WC          | Liu Yanni        | Liu Yanni        | 62          | 3           |  |  | 8            | Valeria Savinykh | Valeria Savinykh | 2            | 3            |  |
|  | 8           | Valeria Savinykh | Valeria Savinykh | 7           | 6           |  |  |              |                  |                  |              |              |  |

### Sezione 3
|  | Primo turno | Primo turno   | Primo turno | Primo turno | Primo turno |  |  | Ultimo turno | Ultimo turno  | Ultimo turno | Ultimo turno | Ultimo turno |  |
|  |             |               |             |             |             |  |  |              |               |              |              |              |  |
|  | Alt         | Ye Qiuyu      | 7           | 2           | 3           |  |  |              |               |              |              |              |  |
|  |             | Naiktha Bains | 5           | 6           | 6           |  |  |              | Naiktha Bains | 6            | 4            | 4            |  |
|  |             | Liang En-shuo | 4           | 6           | 7           |  |  |              | Liang En-shuo | 3            | 6            | 6            |  |
|  | 11          | You Xiaodi    | 6           | 3           | 5           |  |  |              |               |              |              |              |  |

### Sezione 4
|  | Primo turno | Primo turno   | Primo turno   | Primo turno | Primo turno |  |  | Ultimo turno | Ultimo turno  | Ultimo turno | Ultimo turno | Ultimo turno |  |
|  |             |               |               |             |             |  |  |              |               |              |              |              |  |
|  | 4           | Momoko Kobori | Momoko Kobori | 6           | 6           |  |  |              |               |              |              |              |  |
|  | WC          | Tang Qianhui  | Tang Qianhui  | 4           | 2           |  |  | 4            | Momoko Kobori | 6            | 2            | 4            |  |
|  |             | Kang Jiaqi    | Kang Jiaqi    | 0           | 2           |  |  | 7            | Xu Shilin     | 4            | 6            | 6            |  |
|  | 7           | Xu Shilin     | Xu Shilin     | 6           | 6           |  |  |              |               |              |              |              |  |

### Sezione 5
|  | Primo turno | Primo turno  | Primo turno  | Primo turno | Primo turno |  |  | Ultimo turno | Ultimo turno | Ultimo turno | Ultimo turno | Ultimo turno |  |
|  |             |              |              |             |             |  |  |              |              |              |              |              |  |
|  | 5           | Xun Fangying | 7            | 1           | 6           |  |  |              |              |              |              |              |  |
|  | WC          | Ma Shuyue    | 6            | 6           | 4           |  |  | 5            | Xun Fangying | Xun Fangying | 7            | 6            |  |
|  |             | Gai Ao       | Gai Ao       | 0           | 5           |  |  | 9            | Miyabi Inoue | Miyabi Inoue | 5            | 4            |  |
|  | 9           | Miyabi Inoue | Miyabi Inoue | 6           | 7           |  |  |              |              |              |              |              |  |

### Sezione 6
|  | Primo turno | Primo turno      | Primo turno      | Primo turno | Primo turno |  |  | Ultimo turno | Ultimo turno  | Ultimo turno  | Ultimo turno | Ultimo turno |  |
|  |             |                  |                  |             |             |  |  |              |               |               |              |              |  |
|  | 6           | Mai Minokoshi    | 4                | 6           | 6           |  |  |              |               |               |              |              |  |
|  |             | Yuan Yue         | 6                | 3           | 2           |  |  | 6            | Mai Minokoshi | Mai Minokoshi | 2            | 1            |  |
|  |             | Chantal Škamlová | Chantal Škamlová | 4           | 0           |  |  | 10           | Hiroko Kuwata | Hiroko Kuwata | 6            | 6            |  |
|  | 10          | Hiroko Kuwata    | Hiroko Kuwata    | 6           | 6           |  |  |              |               |               |              |              |  |